# Acca Due O-Manhattan
Acca Due O-Manhattan — итальянская профессиональная женская команда по шоссейному велоспорту, первоначально базировавшаяся в Корнуде (провинция Тревизо), а затем в Монтебеллуне.

## Организация и история

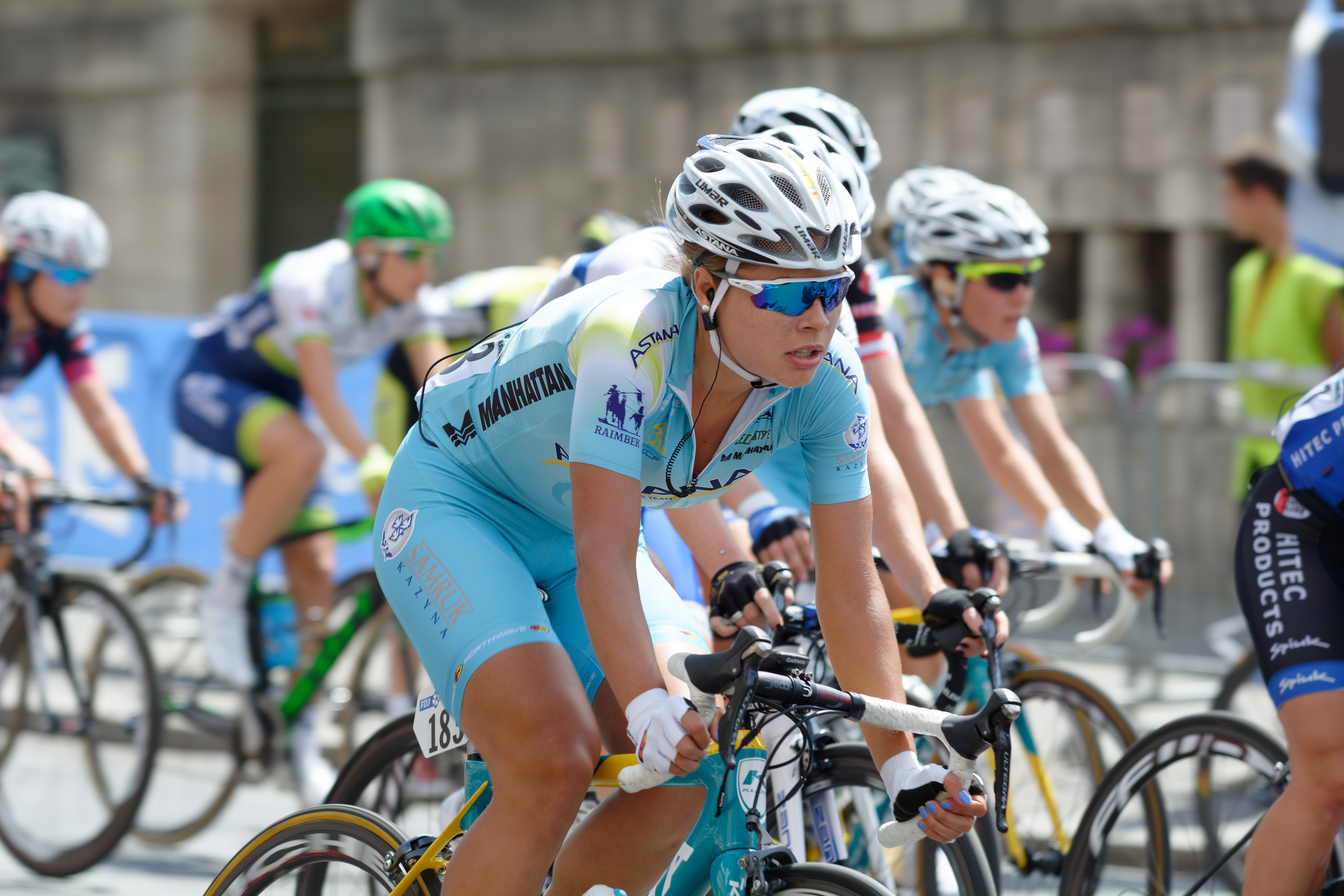
Дрексель, Ингрид в майке Astana на Ла курс бай Тур де Франс 2016

Созданная в 1996 году под названием Acca Due O, на протяжении всей своей истории она также была известна как Safi-Pasta Zara, Diadora-Pasta Zara или Pasta Zara-Cogeas. Участвовала в элитных соревнованиях по шоссейным велогонкам, таких как Женский мировой шоссейный кубок UCI.
В 2003 году новые правила Международного союза велосипедистов ограничили размер команд, что вынудило Acca-Due-O разделиться. Новая команда Ausra Gruodis-Safi приняла в свои ряды молодых гонщиц из Acca-Due-O. На протяжении многих лет руководство Acca Due O/Safi также управляло «параллельными» командами, состоящими из более молодых велосипедисток и созданными для того, чтобы они могли приобрести опыт, участвуя в тех же соревнованиях, что и более опытные товарищи. Так, с 2003 по 2006 год существовала команда Aušra Gruodis-Safi, состоящая в основном из молодых литовских велосипедисток, а в 2008 году действовала команда Titanedi-Frezza-Acca Due O, поддерживаемая также Итальянской федерацией велоспорта. В последние годы первая команда также в основном ориентировалась на продвижение молодых велосипедисток.
С 2005 года команда имела статус женской команды UCI. В промежуточный период команда выступала под разными названиями с казахстанской, литовской и американской лицензиями.
В 2014 году она объединилась с Chirio-Forno d'Asolo, создав таким образом Forno d'Asolo-Astute. В 2015 году спонсорство перешло к группе казахстанских компаний, объединённых под названием Astana: новым спортивным директором стала Зульфия Забирова, ранее входившая в штаб Astana-BePink Womens Team. Таким образом, команда стала соперником профессиональной мужской команды Astana Pro Team. Основные результаты были достигнуты благодаря кубинке Арленис Сьерра, занявшей второе место в Трофей Альфредо Бинды — коммуны Читтильо 2017 и победившей в Туре Гуанси 2018 и на одном из этапов Тура Калифорнии 2019, все эти гонки входят в Женский мировой шоссейный кубок UCI. 
В июне 2015 года Astana-Acca Due O расторгла контракт с Анной Соловей, сославшись на «непрофессиональное поведение». Это решение было оспорено Украинской федерацией велоспорта, которая заявила, что она была уволена за отказ принять казахстанское гражданство перед Олимпийскими играми 2016 года в Рио-де-Жанейро.
В 2021 году, после завершения сотрудничества с Astana, команда поменяла название на A.R. Monex Women's благодаря спонсорской поддержке мексиканской спортивной группы A.R. Program Cycling Team и финансовой компании Monex, также мексиканской, команда объединилась с командой по маунтинбайку A.R. Efideporte.
По окончании партнерства с A.R. Monex в 2022 году команда возобновила свою деятельность как итальянская коммерческая команда под названием Acca Due O Women's Team с составом из семи велосипедисток, в том числе двух юниорок, под руководством Маурицио Фабретто и Франчески Кауз. В сезоне 2022 года команда больше не имела статуса женской команды UCI, и сосредоточилась на получении опыта в гонках национального календаря.

## Известные члены команды и достижения
В команде, возглавляемой менеджером Маурицио Фабретто, выступали, в частности, велогонщицы Джорджа Бронцини, Марта Бастианелли, Гунн-Рита Дале, Николь Кук, Николь Брендли, Эдита Пучинскайте, Зульфия Забирова и Диана Жилюте. В сезоне 2013 года к команде присоединился спортивный директор Франко Чирио, который до 2013 года был менеджером команды Chirio-Forno d'Asolo. В сезоне 2015 года его сменила Зульфия Забирова.
Крупнейшими успехами команды являются победа Николь Кук в Джиро Донне 2004 и две победы в Гранд Букль феминин Эдиты Пучинскайте в 1998 году и Дианы Жилюте в 1999 году. Кроме того, гонщицы команды трижды выигрывали Кубок мира по велоспорту среди женщин: Диана Жилюте в 1998 и 2000 годах, а также Николь Кук в 2003 году.
Члены команды в составе своих национальных сборных выиграли двенадцать титулов на чемпионатах мира UCI по шоссейному и трековому велоспорту — последним из них стал титул итальянки Джорджи Бронцини на чемпионате мира по шоссейному велоспорту 2011 года, и Олимпийские игры 1996 года (Зульфия Забирова).

## Спонсоры
Первым партнёром команды стала итальянская компания Acca Due O, занимающаяся водоочисткой. С 2003 по 2013 год команду финансировала итальянская марка макаронных изделий Pasta Zara. Спортивный производитель Diadora спонсировал команду в 2011 и 2012 годах. В 2014 году в результате слияния с командой Chirio Forno d'Asolo к команде присоединился партнёр Forno d'Asolo, компания, занимающаяся производством продуктов питания. Астана, столица Казахстана, оказывала поддержку команде в 2015 году.

## Принадлежность
UCI предусматривает, что команда должна иметь гражданство страны, наиболее представленной среди гонщиков команды. В случае с данной командой это привело к многочисленным изменениям. Так, с 2005 по 2009 год и затем в 2012 году команда была итальянской. В 2010 году, а затем с 2013 по 2014 год она была литовской. В 2011 году она была американской. Наконец, в 2015 году она была казахской.

## Допинг
В июле 2008 года, за десять дней до Олимпийских игр в Пекине, было объявлено, что член команды Марта Бастианелли дала положительный результат на фленфлурамин во время чемпионата Европы того же года. В июле 2016 года проба Татьяны Антошиной была объявлена положительной на гормон роста и контракт с ней был расторгнут. Она была дисквалифицирована на 4 года, до 3 апреля 2020 года.

## Рейтинги UCI
В таблицах ниже представлены рейтинги команды по итогам различных туров, а также её лучший гонщик в личном зачёте.
| Мировой тур UCI | Мировой тур UCI   | Мировой тур UCI          | Мировой тур UCI |
| Год             | Командный рейтинг | Лучший гонщик в рейтинге |                 |
| --------------- | ----------------- | ------------------------ | --------------- |
| 2016            | 22-й              | Арианна Фиданца (75-й)   |                 |
| 2017            | 12-й              | Арленис Сьерра (16-й)    |                 |
| 2018            | 9-й               | Арленис Сьерра (19-й)    |                 |
| 2019            | 19-й              | Арленис Сьерра (36-й)    |                 |
| 2020            | 15-й              | Арленис Сьерра (26-й)    |                 |
| 2021            | 15-й              | Арленис Сьерра (73-й)    |                 |
|                 |                   |                          |                 |
| Источник: UCI   |                   |                          |                 |

| Мировой рейтинг UCI | Мировой рейтинг UCI | Мировой рейтинг UCI      | Мировой рейтинг UCI |
| Год                 | Командный рейтинг   | Лучший гонщик в рейтинге |                     |
| ------------------- | ------------------- | ------------------------ | ------------------- |
| 2009                | 8-й                 | Диана Жилюте (12-й)      |                     |
| 2010                | 7-й                 | Ольга Забелинская (11-й) |                     |
| 2011                | 11-й                | Шелли Олдс (33-й)        |                     |
| 2012                | 10-й                | Джорджа Бронцини (11-й)  |                     |
| 2013                | 14-й                | Инга Чилвинайте (33-й)   |                     |
| 2014                | 27-й                | Ингрид Дрексель (186-й)  |                     |
| 2015                | 28-й                | Ингрид Дрексель (205-й)  |                     |
| 2016                | 21-й                | Арианна Фиданца (73-й)   |                     |
| 2017                | 17-й                | Арленис Сьерра (21-й)    |                     |
| 2018                | 11-й                | Арленис Сьерра (12-й)    |                     |
| 2019                | 16-й                | Арленис Сьерра (16-й)    |                     |
| 2020                | 15-й                | Арленис Сьерра (29-й)    |                     |
| 2021                | 14-й                | Арленис Сьерра (26-й)    |                     |
|                     |                     |                          |                     |
| Источник: UCI       |                     |                          |                     |

## Предыдущие сезоны
| Состав 1997   | Состав 1997   | Состав 1997        | Состав 1997 |
| Гонщик        | Дата рождения | Предыдущая команда |             |
| ------------- | ------------- | ------------------ | ----------- |
|               |               |                    |             |
| Источник: UCI |               |                    |             |

| Победы | Победы | Победы | Победы     | Победы | Победы |
| Дата   | Гонка  | Кат.   | Победитель |        |        |
| ------ | ------ | ------ | ---------- | ------ | ------ |

| Состав 1998   | Состав 1998   | Состав 1998        | Состав 1998 |
| Гонщик        | Дата рождения | Предыдущая команда |             |
| ------------- | ------------- | ------------------ | ----------- |
|               |               |                    |             |
| Источник: UCI |               |                    |             |

| Победы | Победы | Победы | Победы     | Победы | Победы |
| Дата   | Гонка  | Кат.   | Победитель |        |        |
| ------ | ------ | ------ | ---------- | ------ | ------ |

| Состав 1999   | Состав 1999   | Состав 1999        | Состав 1999 |
| Гонщик        | Дата рождения | Предыдущая команда |             |
| ------------- | ------------- | ------------------ | ----------- |
|               |               |                    |             |
| Источник: UCI |               |                    |             |

| Победы | Победы | Победы | Победы     | Победы | Победы |
| Дата   | Гонка  | Кат.   | Победитель |        |        |
| ------ | ------ | ------ | ---------- | ------ | ------ |

| Состав 2000   | Состав 2000   | Состав 2000        | Состав 2000 |
| Гонщик        | Дата рождения | Предыдущая команда |             |
| ------------- | ------------- | ------------------ | ----------- |
|               |               |                    |             |
| Источник: UCI |               |                    |             |

| Победы | Победы | Победы | Победы     | Победы | Победы |
| Дата   | Гонка  | Кат.   | Победитель |        |        |
| ------ | ------ | ------ | ---------- | ------ | ------ |

| Состав 2001   | Состав 2001   | Состав 2001        | Состав 2001 |
| Гонщик        | Дата рождения | Предыдущая команда |             |
| ------------- | ------------- | ------------------ | ----------- |
|               |               |                    |             |
| Источник: UCI |               |                    |             |

| Победы | Победы | Победы | Победы     | Победы | Победы |
| Дата   | Гонка  | Кат.   | Победитель |        |        |
| ------ | ------ | ------ | ---------- | ------ | ------ |

| Состав 2002   | Состав 2002   | Состав 2002        | Состав 2002 |
| Гонщик        | Дата рождения | Предыдущая команда |             |
| ------------- | ------------- | ------------------ | ----------- |
|               |               |                    |             |
| Источник: UCI |               |                    |             |

| Победы | Победы | Победы | Победы     | Победы | Победы |
| Дата   | Гонка  | Кат.   | Победитель |        |        |
| ------ | ------ | ------ | ---------- | ------ | ------ |

| Состав 2003   | Состав 2003   | Состав 2003        | Состав 2003 |
| Гонщик        | Дата рождения | Предыдущая команда |             |
| ------------- | ------------- | ------------------ | ----------- |
|               |               |                    |             |
| Источник: UCI |               |                    |             |

| Победы | Победы | Победы | Победы     | Победы | Победы |
| Дата   | Гонка  | Кат.   | Победитель |        |        |
| ------ | ------ | ------ | ---------- | ------ | ------ |

| Состав 2004   | Состав 2004   | Состав 2004        | Состав 2004 |
| Гонщик        | Дата рождения | Предыдущая команда |             |
| ------------- | ------------- | ------------------ | ----------- |
|               |               |                    |             |
| Источник: UCI |               |                    |             |

| Победы | Победы | Победы | Победы     | Победы | Победы |
| Дата   | Гонка  | Кат.   | Победитель |        |        |
| ------ | ------ | ------ | ---------- | ------ | ------ |

| Состав 2005   | Состав 2005   | Состав 2005        | Состав 2005 |
| Гонщик        | Дата рождения | Предыдущая команда |             |
| ------------- | ------------- | ------------------ | ----------- |
|               |               |                    |             |
| Источник: UCI |               |                    |             |

| Победы | Победы | Победы | Победы     | Победы | Победы |
| Дата   | Гонка  | Кат.   | Победитель |        |        |
| ------ | ------ | ------ | ---------- | ------ | ------ |

| Состав 2006   | Состав 2006   | Состав 2006        | Состав 2006 |
| Гонщик        | Дата рождения | Предыдущая команда |             |
| ------------- | ------------- | ------------------ | ----------- |
|               |               |                    |             |
| Источник: UCI |               |                    |             |

| Победы | Победы | Победы | Победы     | Победы | Победы |
| Дата   | Гонка  | Кат.   | Победитель |        |        |
| ------ | ------ | ------ | ---------- | ------ | ------ |

| Состав 2007   | Состав 2007   | Состав 2007        | Состав 2007 |
| Гонщик        | Дата рождения | Предыдущая команда |             |
| ------------- | ------------- | ------------------ | ----------- |
|               |               |                    |             |
| Источник: UCI |               |                    |             |

| Победы | Победы | Победы | Победы     | Победы | Победы |
| Дата   | Гонка  | Кат.   | Победитель |        |        |
| ------ | ------ | ------ | ---------- | ------ | ------ |

| Состав 2008   | Состав 2008   | Состав 2008        | Состав 2008 |
| Гонщик        | Дата рождения | Предыдущая команда |             |
| ------------- | ------------- | ------------------ | ----------- |
|               |               |                    |             |
| Источник: UCI |               |                    |             |

| Победы | Победы | Победы | Победы     | Победы | Победы |
| Дата   | Гонка  | Кат.   | Победитель |        |        |
| ------ | ------ | ------ | ---------- | ------ | ------ |

| Состав 2009   | Состав 2009   | Состав 2009        | Состав 2009 |
| Гонщик        | Дата рождения | Предыдущая команда |             |
| ------------- | ------------- | ------------------ | ----------- |
|               |               |                    |             |
| Источник: UCI |               |                    |             |

| Победы | Победы | Победы | Победы     | Победы | Победы |
| Дата   | Гонка  | Кат.   | Победитель |        |        |
| ------ | ------ | ------ | ---------- | ------ | ------ |

| Состав 2010   | Состав 2010   | Состав 2010        | Состав 2010 |
| Гонщик        | Дата рождения | Предыдущая команда |             |
| ------------- | ------------- | ------------------ | ----------- |
|               |               |                    |             |
| Источник: UCI |               |                    |             |

| Победы | Победы | Победы | Победы     | Победы | Победы |
| Дата   | Гонка  | Кат.   | Победитель |        |        |
| ------ | ------ | ------ | ---------- | ------ | ------ |

| Состав 2011   | Состав 2011   | Состав 2011        | Состав 2011 |
| Гонщик        | Дата рождения | Предыдущая команда |             |
| ------------- | ------------- | ------------------ | ----------- |
|               |               |                    |             |
| Источник: UCI |               |                    |             |

| Победы | Победы | Победы | Победы     | Победы | Победы |
| Дата   | Гонка  | Кат.   | Победитель |        |        |
| ------ | ------ | ------ | ---------- | ------ | ------ |

| Состав 2012                    | Состав 2012      | Состав 2012                         | Состав 2012 |
| Гонщик                         | Дата рождения    | Предыдущая команда                  |             |
| ------------------------------ | ---------------- | ----------------------------------- | ----------- |
| Елена Андрук (1 янв–10 июн)    | 11 июня 1987     | USC Chirio Forno d'Asolo (2008)     |             |
| Polona Batagelj (1 янв–10 июн) | 7 июня 1989      | Bizkaia-Durango (2011)              |             |
| Джиада Боргато                 | 15 июня 1989     | Colavita Forno d'Asolo (2011)       |             |
| Джорджа Бронцини               | 3 августа 1983   | Colavita Forno d'Asolo (2011)       |             |
| Розелла Каллови                | 5 апреля 1991    | MCipollini-Giordana (2011)          |             |
| Инга Чилвинайте                | 14 февраля 1986  |                                     |             |
| Giulia Donato (20 июн–24 июн)  | 26 сентября 1992 |                                     |             |
| Алессандра Д'Этторре           | 8 мая 1978       | Colavita Forno d'Asolo (2011)       |             |
| Эдита Джанелюнайте             | 16 декабря 1988  | Colavita Forno d'Asolo (2011)       |             |
| Эмбер Пирс                     | 27 марта 1981    | Palo Alto Bicycle Shop-Tibco (2009) |             |
| Agnė Šilinytė                  | 12 апреля 1991   |                                     |             |
| Francesca Stefani              | 25 января 1991   |                                     |             |
| Alice Tagliapietra             | 8 марта 1993     |                                     |             |
|                                |                  |                                     |             |
| Источник: UCI                  |                  |                                     |             |

| Победы | Победы | Победы | Победы     | Победы | Победы |
| Дата   | Гонка  | Кат.   | Победитель |        |        |
| ------ | ------ | ------ | ---------- | ------ | ------ |

| Состав 2013                        | Состав 2013     | Состав 2013                   | Состав 2013 |
| Гонщик                             | Дата рождения   | Предыдущая команда            |             |
| ---------------------------------- | --------------- | ----------------------------- | ----------- |
| Эддисон Альбершардт (1 мар–31 дек) | 20 августа 1994 |                               |             |
| Джиада Боргато                     | 15 июня 1989    | Colavita Forno d'Asolo (2011) |             |
| Розелла Каллови                    | 5 апреля 1991   | MCipollini-Giordana (2011)    |             |
| Инга Чилвинайте                    | 14 февраля 1986 |                               |             |
| Ингрид Дрексель (13 мар–31 дек)    | 28 июля 1993    |                               |             |
| Вероник Фортин (13 мар–31 дек)     | 22 ноября 1980  | Tibco-To the Top (2012)       |             |
| Эвелин Гарсиа                      | 29 декабря 1982 | Be Pink (2012)                |             |
| Эдита Джанелюнайте                 | 16 декабря 1988 | Colavita Forno d'Asolo (2011) |             |
| Сильвия Латожайте (13 мар–31 дек)  | 20 ноября 1993  |                               |             |
| Эмбер Небен                        | 18 февраля 1975 | Specialized-Lululemon (2012)  |             |
| Мартина Ружичкова (13 мар–31 дек)  | 22 марта 1980   | SC Michela Fanini Rox (2012)  |             |
| Agnė Šilinytė                      | 12 апреля 1991  |                               |             |
| Лорена Варгас (13 мар–31 дек)      | 26 августа 1986 |                               |             |
|                                    |                 |                               |             |
| Источник: UCI                      |                 |                               |             |

| Победы | Победы | Победы | Победы     | Победы | Победы |
| Дата   | Гонка  | Кат.   | Победитель |        |        |
| ------ | ------ | ------ | ---------- | ------ | ------ |

| Состав 2014                       | Состав 2014     | Состав 2014                     | Состав 2014 |
| Гонщик                            | Дата рождения   | Предыдущая команда              |             |
| --------------------------------- | --------------- | ------------------------------- | ----------- |
| Дайва Тушлайте                    | 18 июня 1986    | USC Chirio Forno d'Asolo (2009) |             |
| Розелла Каллови                   | 5 апреля 1991   | MCipollini-Giordana (2011)      |             |
| Ингрид Дрексель                   | 28 июля 1993    |                                 |             |
| Эдита Джанелюнайте                | 16 декабря 1988 | Colavita Forno d'Asolo (2011)   |             |
| Милда Янкаускайте (27 июн–21 май) | 1 октября 1995  |                                 |             |
| Reda Kaulinskaitė                 | 28 декабря 1995 |                                 |             |
| Jurgita Kubiliunaite              | 26 августа 1995 |                                 |             |
| Сильвия Латожайте                 | 20 ноября 1993  |                                 |             |
| Джессения Менесес                 | 18 июня 1995    |                                 |             |
| Лаура Морфин                      | 9 января 1982   | Valdarno (2010)                 |             |
| Елена Новикова (27 июн–31 дек)    | 14 января 1984  |                                 |             |
| Елена Олейник (27 июн–31 дек)     | 3 мая 1989      | ACS Chirio-Forno d'Asolo (2010) |             |
| Валерия Пинтос                    | 17 ноября 1979  | USC Chirio Forno d'Asolo (2007) |             |
| Мартина Ружичкова                 | 22 марта 1980   | SC Michela Fanini Rox (2012)    |             |
| Alena Sitsko                      | 4 декабря 1987  | Chirio Forno d'Asolo (2013)     |             |
| Лорена Варгас                     | 26 августа 1986 |                                 |             |
|                                   |                 |                                 |             |
| Источник: UCI                     |                 |                                 |             |

| Победы | Победы | Победы | Победы     | Победы | Победы |
| Дата   | Гонка  | Кат.   | Победитель |        |        |
| ------ | ------ | ------ | ---------- | ------ | ------ |

| Состав 2015                       | Состав 2015      | Состав 2015                   | Состав 2015 |
| Гонщик                            | Дата рождения    | Предыдущая команда            |             |
| --------------------------------- | ---------------- | ----------------------------- | ----------- |
| Лариса Панкова                    | 12 мая 1991      | RusVelo (2013)                |             |
| Анна Соловей (1 янв–1 июл)        | 31 января 1992   |                               |             |
| Махаббат Умутжанова               | 11 августа 1994  | Astana BePink Womens (2014)   |             |
| Маржан Байтлеуова                 | 12 марта 1994    |                               |             |
| Marika Campagnaro                 | 27 марта 1996    |                               |             |
| Олена Демидова                    | 11 сентября 1995 |                               |             |
| Ксения Добрынина                  | 11 января 1994   | Astana BePink Womens (2014)   |             |
| Ингрид Дрексель                   | 28 июля 1993     |                               |             |
| Милда Янкаускайте (27 июн–21 май) | 1 октября 1995   |                               |             |
| Aliya Kargaliyeva                 | 22 марта 1993    |                               |             |
| Faina Potapova                    | 12 сентября 1996 |                               |             |
| Carolina Rodríguez Gutiérrez      | 30 сентября 1993 | Estado de México-Faren (2014) |             |
| Наталья Сайфутдинова              | 11 февраля 1989  |                               |             |
| Alena Sitsko (22 май–31 дек)      | 4 декабря 1987   | Chirio Forno d'Asolo (2013)   |             |
| Natalya Sokovnina                 | 18 января 1990   |                               |             |
| Екатерина Юрайтис                 | 8 августа 1996   |                               |             |
| Айжан Жапарова                    | 5 января 1989    | RusVelo (2014)                |             |
|                                   |                  |                               |             |
| Источник: ProCyclingStats         |                  |                               |             |

| Победы | Победы | Победы | Победы     | Победы | Победы |
| Дата   | Гонка  | Кат.   | Победитель |        |        |
| ------ | ------ | ------ | ---------- | ------ | ------ |

| Состав 2016                    | Состав 2016      | Состав 2016                   | Состав 2016 |
| Гонщик                         | Дата рождения    | Предыдущая команда            |             |
| ------------------------------ | ---------------- | ----------------------------- | ----------- |
| Татьяна Антошина (1 янв–4 июл) | 27 июля 1982     | Servetto Footon (2015)        |             |
| Махаббат Умутжанова            | 11 августа 1994  | Astana BePink Womens (2014)   |             |
| София Беггин                   | 12 октября 1997  |                               |             |
| София Бертиццоло               | 21 августа 1997  |                               |             |
| Ксения Добрынина               | 11 января 1994   | Astana BePink Womens (2014)   |             |
| Ингрид Дрексель                | 28 июля 1993     |                               |             |
| Арианна Фиданца                | 6 января 1995    | Alé Cipollini (2015)          |             |
| Татьяна Генелева               | 14 апреля 1997   |                               |             |
| Viktoriya Pastarnak            | 31 августа 1997  |                               |             |
| Sara Pillon (15 июн–31 дек)    | 23 февраля 1997  |                               |             |
| Faina Potapova                 | 12 сентября 1996 |                               |             |
| Фанни Риберо                   | 17 марта 1983    | Lointek (2015)                |             |
| Carolina Rodríguez Gutiérrez   | 30 сентября 1993 | Estado de México-Faren (2014) |             |
| Наталья Сайфутдинова           | 11 февраля 1989  |                               |             |
| Natalya Sokovnina              | 18 января 1990   |                               |             |
| Светлана Кузнецова             | 15 июля 1995     |                               |             |
| Надежда Генелева               | 14 апреля 1997   |                               |             |
| Екатерина Юрайтис              | 8 августа 1996   |                               |             |
|                                |                  |                               |             |
| Источник: UCI                  |                  |                               |             |

| Победы | Победы | Победы | Победы     | Победы | Победы |
| Дата   | Гонка  | Кат.   | Победитель |        |        |
| ------ | ------ | ------ | ---------- | ------ | ------ |

| Состав 2017                  | Состав 2017      | Состав 2017                               | Состав 2017 |
| Гонщик                       | Дата рождения    | Предыдущая команда                        |             |
| ---------------------------- | ---------------- | ----------------------------------------- | ----------- |
| Елена Павлухина              | 1 сентября 1989  | BTC City Ljubljana (2016)                 |             |
| Махаббат Умутжанова          | 11 августа 1994  | Astana BePink Womens (2014)               |             |
| Рината Султанова             | 17 марта 1998    |                                           |             |
| София Беггин                 | 12 октября 1997  |                                           |             |
| София Бертиццоло             | 21 августа 1997  |                                           |             |
| Арианна Фиданца              | 6 января 1995    | Alé Cipollini (2015)                      |             |
| Татьяна Генелева             | 14 апреля 1997   |                                           |             |
| Амилия Булатовна Искакова    | 29 марта 1995    |                                           |             |
| Лиза Морзенти                | 23 января 1998   |                                           |             |
| Carolina Rodríguez Gutiérrez | 30 сентября 1993 | Estado de México-Faren (2014)             |             |
| Наталья Сайфутдинова         | 11 февраля 1989  |                                           |             |
| Zhanerke Sanakbayeva         | 10 января 1998   |                                           |             |
| Арленис Сьерра               | 7 декабря 1992   | World Cycling Centre (2016)               |             |
| Агнешка Скальняк-Сойка       | 22 апреля 1997   | TKK Pacific Toruń - Nestlé Fitness (2016) |             |
| Лара Вичели                  | 16 июля 1993     | Inpa-Bianchi (2016)                       |             |
|                              |                  |                                           |             |
| Источник: UCI                |                  |                                           |             |

| 10 мар | Неделя Валенсии, 3-й этап                     | 2.2 | Арленис Сьерра   |
| 17 июн | Чемпионат Кубы - индивидуальная гонка         | CN  | Арленис Сьерра   |
| 18 июн | Чемпионат Кубы - групповая гонка              | CN  | Арленис Сьерра   |
| 23 июн | Чемпионат Казахстана - групповая гонка        | CN  | Татьяна Генелева |
| 26 июл | Вуэльта Коста-Рики, пролог                    | 2.2 | Арленис Сьерра   |
| 27 июл | Вуэльта Коста-Рики, 1-й этап                  | 2.2 | Арленис Сьерра   |
| 29 июл | Вуэльта Коста-Рики, 3-й этап                  | 2.2 | Арленис Сьерра   |
| 30 июл | Вуэльта Коста-Рики, генеральная классификация | 2.2 | Арленис Сьерра   |

| Состав 2018                  | Состав 2018      | Состав 2018                     | Состав 2018 |
| Гонщик                       | Дата рождения    | Предыдущая команда              |             |
| ---------------------------- | ---------------- | ------------------------------- | ----------- |
| Махаббат Умутжанова          | 11 августа 1994  | Astana BePink Womens (2014)     |             |
| Мартина Альзини              | 10 февраля 1997  | Alé Cipollini (2017)            |             |
| София Беггин                 | 12 октября 1997  |                                 |             |
| София Бертиццоло             | 21 августа 1997  |                                 |             |
| Амилия Булатовна Искакова    | 29 марта 1995    |                                 |             |
| Лилиана Морено               | 8 июля 1992      | Team Proyecta Ingenieros (2017) |             |
| Летиция Патерностер          | 22 июля 1999     |                                 |             |
| Елена Пирроне                | 21 февраля 1999  |                                 |             |
| Джейди Прадера               | 17 февраля 1998  |                                 |             |
| Carolina Rodríguez Gutiérrez | 30 сентября 1993 | Estado de México-Faren (2014)   |             |
| Наталья Сайфутдинова         | 11 февраля 1989  |                                 |             |
| Арленис Сьерра               | 7 декабря 1992   | World Cycling Centre (2016)     |             |
| Лара Вичели                  | 16 июля 1993     | Inpa-Bianchi (2016)             |             |
|                              |                  |                                 |             |
| Источник: UCI                |                  |                                 |             |

| 25 апр | Гран-при Либерационе                                                      | 1.2   | Летиция Патерностер  |
| 29 апр | Фестиаль Эльзи Якобс, 2-й этап                                            | 2.1   | Летиция Патерностер  |
| 29 апр | Фестиаль Эльзи Якобс, генеральная классификация                           | 2.1   | Летиция Патерностер  |
| 6 май  | Чемпионат Панамерики по шоссейному велоспорту - групповая гонка (женщины) | CC    | Арленис Сьерра       |
| 19 май | Тур Калифорнии, 3-й этап                                                  | 2.WWT | Арленис Сьерра       |
| 27 июн | Чемпионат Казахстана - индивидуальная гонка                               | CN    | Наталья Сайфутдинова |
| 29 июн | Чемпионат Казахстана - групповая гонка                                    | CN    | Наталья Сайфутдинова |
| 13 сен | Тур Ардеш, 2-й этап                                                       | 2.1   | Арленис Сьерра       |
| 21 окт | Тур Гуанси                                                                | 1.WWT | Арленис Сьерра       |
| 3 ноя  | Вуэльта Коста-Рики, 2-й этап                                              | 2.2   | Лилиана Морено       |
| 4 ноя  | Вуэльта Коста-Рики, генеральная классификация                             | 2.2   | Лилиана Морено       |

| Состав 2019                  | Состав 2019      | Состав 2019                     | Состав 2019 |
| Гонщик                       | Дата рождения    | Предыдущая команда              |             |
| ---------------------------- | ---------------- | ------------------------------- | ----------- |
| Махаббат Умутжанова          | 11 августа 1994  | Astana BePink Womens (2014)     |             |
| Мари-Солей Бле               | 21 ноября 1988   |                                 |             |
| Амилия Булатовна Искакова    | 29 марта 1995    |                                 |             |
| Марина Курносова             | 24 августа 2000  |                                 |             |
| Лилиана Морено               | 8 июля 1992      | Team Proyecta Ingenieros (2017) |             |
| Светлана Пащенко             | 26 июля 2000     |                                 |             |
| Елена Пирроне (1 янв–31 май) | 21 февраля 1999  |                                 |             |
| Faina Potapova               | 12 сентября 1996 | World Cycling Centre (2018)     |             |
| Джейди Прадера               | 17 февраля 1998  |                                 |             |
| Carolina Rodríguez Gutiérrez | 30 сентября 1993 | Estado de México-Faren (2014)   |             |
| Наталья Сайфутдинова         | 11 февраля 1989  |                                 |             |
| Лиззи Салазар                | 8 декабря 1996   | Swapit Agolico (2018)           |             |
| Ольга Шекель                 | 28 мая 1994      | SC Michela Fanini (2018)        |             |
| Арленис Сьерра               | 7 декабря 1992   | World Cycling Centre (2016)     |             |
|                              |                  |                                 |             |
| Источник: UCI                |                  |                                 |             |

| 26 янв | Кэдел Эванс Грейт Оушен Роуд                                         | 1.1 | Арленис Сьерра               |
| 2 фев  | Чемпионат Колумбии - групповая гонка                                 | CN  | Лилиана Морено               |
| 5 июн  | Вуэльта Гватемалы, 1-й этап                                          | 2.2 | Арленис Сьерра               |
| 6 июн  | Вуэльта Гватемалы, 2-й этап                                          | 2.2 | Арленис Сьерра               |
| 7 июн  | Вуэльта Гватемалы, 3-й этап                                          | 2.2 | Carolina Rodríguez Gutiérrez |
| 8 июн  | Вуэльта Гватемалы, 4-й этап                                          | 2.2 | Арленис Сьерра               |
| 9 июн  | Вуэльта Гватемалы, 5-й этап                                          | 2.2 | Арленис Сьерра               |
| 9 июн  | Вуэльта Гватемалы, генеральная классификация                         | 2.2 | Лилиана Морено               |
| 21 июн | Чемпионат Кубы - индивидуальная гонка                                | CN  | Арленис Сьерра               |
| 23 июн | Чемпионат Кубы - групповая гонка                                     | CN  | Арленис Сьерра               |
| 26 июн | Чемпионат Казахстана - индивидуальная гонка                          | CN  | Махаббат Умутжанова          |
| 28 июн | Чемпионат Казахстана - групповая гонка                               | CN  | Светлана Пащенко             |
| 29 июн | Чемпионат Украины - групповая гонка                                  | CN  | Ольга Шекель                 |
| 6 июл  | V4 Ladies Series Restart Zalaegerszeg                                | 1.2 | Ольга Шекель                 |
| 10 авг | Course en ligne féminine aux Jeux panaméricains                      | CC  | Арленис Сьерра               |
| 6 сен  | Джиро ди Тоскана - Мемориал Микелы Фанини, пролог                    | 2.2 | Арленис Сьерра               |
| 8 сен  | Джиро ди Тоскана - Мемориал Микелы Фанини, генеральная классификация | 2.2 | Арленис Сьерра               |

| Состав 2020          | Состав 2020      | Состав 2020                     | Состав 2020 |
| Гонщик               | Дата рождения    | Предыдущая команда              |             |
| -------------------- | ---------------- | ------------------------------- | ----------- |
| Махаббат Умутжанова  | 11 августа 1994  | Astana BePink Womens (2014)     |             |
| Olivija Baleišytė    | 3 сентября 1998  |                                 |             |
| Марина Иванюк        | 19 сентября 1990 |                                 |             |
| Лилиана Морено       | 8 июля 1992      | Team Proyecta Ingenieros (2017) |             |
| Светлана Пащенко     | 26 июля 2000     |                                 |             |
| Francesca Pattaro    | 12 марта 1995    | Bepink (2019)                   |             |
| Катя Рагуза          | 19 мая 1997      | Bepink (2019)                   |             |
| Наталья Сайфутдинова | 11 февраля 1989  |                                 |             |
| Лиззи Салазар        | 8 декабря 1996   | Swapit Agolico (2018)           |             |
| Арленис Сьерра       | 7 декабря 1992   | World Cycling Centre (2016)     |             |
| Yeima Torres         | 31 июля 1987     |                                 |             |
| Ольга Шекель         | 28 мая 1994      | SC Michela Fanini (2018)        |             |
|                      |                  |                                 |             |
| Источник: UCI        |                  |                                 |             |

| 5 фев  | Херальд Сан Тур, 1-й этап                | 2.1 | Арленис Сьерра |
| 14 фев | Гран-при Газипашы                        | 1.2 | Ольга Шекель   |
| 22 фев | Неделя Валенсии, 3-й этап                | 2.2 | Лиззи Салазар  |
| 5 авг  | Чемпионат Украины - индивидуальная гонка | CN  | Ольга Шекель   |

| Состав 2021               | Состав 2021      | Состав 2021                                 | Состав 2021 |
| Гонщик                    | Дата рождения    | Предыдущая команда                          |             |
| ------------------------- | ---------------- | ------------------------------------------- | ----------- |
| Мария Новолодская         | 28 июля 1999     | Cogeas-Mettler-Look Pro Cycling Team (2020) |             |
| Gaia Benzi                | 20 декабря 1999  |                                             |             |
| Emma Faoro                | 21 марта 2002    |                                             |             |
| Ариадна Гутьеррес         | 22 августа 1991  | Agolico (2020)                              |             |
| Мария Хосе Варгас         | 15 февраля 1996  | Agolico (2020)                              |             |
| Julieta Lledias Villegas  | 16 апреля 2001   | Agolico (2020)                              |             |
| Эйдер Меринос Кортасар    | 2 августа 1994   | Movistar Team (2020)                        |             |
| Mariia Miliaeva           | 16 июля 2001     | Cogeas-Mettler-Look Pro Cycling Team (2020) |             |
| Maria Pia Chiatto         | 13 мая 2002      |                                             |             |
| Катя Рагуза               | 19 мая 1997      | Bepink (2019)                               |             |
| Андреа Рамирес Фрегозо    | 25 сентября 1999 | Agolico (2020)                              |             |
| Лиззи Салазар             | 8 декабря 1996   | Swapit Agolico (2018)                       |             |
| Арленис Сьерра            | 7 декабря 1992   | World Cycling Centre (2016)                 |             |
| Джейд Теолис              | 12 января 2002   |                                             |             |
| Мария Виттория Сперотто   | 20 ноября 1996   | Paule Ka (2020)                             |             |
|                           |                  |                                             |             |
| Источник: ProCyclingStats |                  |                                             |             |

| 14 май | Классика Наварры                                                     | 1.1 | Арленис Сьерра |
| 12 июн | Чемпионат Мексики - групповая гонка                                  | CN  | Лиззи Салазар  |
| 27 авг | Джиро ди Тоскана - Мемориал Микелы Фанини, пролог                    | 2.2 | Арленис Сьерра |
| 28 авг | Джиро ди Тоскана - Мемориал Микелы Фанини, 1-й этап                  | 2.2 | Арленис Сьерра |
| 29 авг | Джиро ди Тоскана - Мемориал Микелы Фанини, генеральная классификация | 2.2 | Арленис Сьерра |
| 8 сен  | Тур Ардеш, 1-й этап                                                  | 2.1 | Арленис Сьерра |
| 5 окт  | Тре Валли Варезине                                                   | 1.2 | Арленис Сьерра |